# União Desportiva da Serra
O União Desportiva da Serra é um clube português, localizado na vila de Santa Catarina da Serra, município de Leiria. A direção é gerida por uma comissão administrativa.

## História
A fundação da União Desportiva da Serra a 27 de Outubro de 1976 teve como um dos principais objetivos o progresso da Freguesia de Santa Catarina da Serra no campo desportivo vindo a ser reconhecida como Pessoa Coletiva de Utilidade Pública, conforme consta no despacho publicado no Diário da República, II série, n.º 253 de 31 de Outubro de 2001. Um facto é certo, este clube foi o promotor de sucessos consecutivos na vertente desportiva, sendo vencedor do:
- Campeonato Distrital, II Divisão - 1984/85
- Campeonato Distrital, Divisão de Honra - 2021/22, 2006/07, 2001/02 e 1997/98
- Taça Distrito de Leiria - 2023/24, 2005/06, 2003/04 e 2000/01
- Super Taça Vieira Ascenso - 2023/24, 2006/07, 2005/06 e 2004/05[4]
- Campeonato Distrital, I Divisão, Juniores - 2003/04

Ao longo de mais de 30 anos de existência, tem-se posto na linha da frente a formação (cerca de 100 Atletas), focando princípios de comunicação, capacidades de integração e o desenvolvimento humano e cívico através de valores bem definidos procurando formar equipas competitivas capazes de dar seguimento a um trabalho metódico com vista à integração de atletas na equipa sénior.

## Futebol

### Palmarés
- Campeonato de Honra "LizSport”: 2024/25, 2021/22, 2006/07, 2001/02, 1997/98
- Taça AF Leiria: 2023/24, 2005/06, 2003/04, 2000/01
- Supertaça António Vieira Ascenso: 2023/24, 2006/07, 2005/06, 2004/05

| Escalão                                             | Nº Presenças | Títulos | Melhor Classificação |
| I                                                   | 0            | 0       | Nunca participou     |
| II                                                  | 0            | 0       | Nunca participou     |
| III                                                 | 3            | 0       | 7º                   |
| IV                                                  | 2            | 0       | 2º                   |
| V                                                   | -            | 1       | 1º                   |
| Taça de Portugal                                    | 8            | -       | -                    |
| Taça da Liga                                        | 0            | 0       | Nunca participou     |
| inclui época 2010/2011; - informação não disponível |              |         |                      |

### Classificações
| Temporada | Div | Liga                          | Pos | Pts    | J  | V  | E  | D  | G.M. | G.S. | Diff. |
| 2010-2011 | 3   | II Divisão B - Zona Centro    |     |        |    |    |    |    |      |      |       |
| 2009-2010 | 3   | II Divisão B - Zona Centro    | 7   | 41 pts | 30 | 11 | 8  | 11 | 28   | 26   | +2    |
| 2008-2009 | 3   | II Divisão - Série C          | 3   | 31 pts | 30 | 14 | 8  | 8  | 43   | 31   | +12   |
| 2007-2008 | 4   | III Divisão - Série D         | 2   | 44 pts | 36 | 19 | 9  | 8  | 59   | 35   | +24   |
| 2006-2007 | 5   | Divisão de Honra da AF Leiria | 1   | 70 pts | 30 | 21 | 7  | 2  | 67   | 23   | +44   |
| 2005-2006 | 5   | Divisão de Honra da AF Leiria | 2   | 57 pts | 30 | 15 | 12 | 3  | 51   | 26   | +25   |
| 2004-2005 | 5   | Divisão de Honra da AF Leiria | 2   | 69 pts | 30 | 21 | 6  | 3  | 63   | 24   | +39   |
| 2003-2004 | 5   | Divisão de Honra da AF Leiria | 3   | 52 pts | 27 | 16 | 4  | 7  | 59   | 23   | +36   |
| 2002-2003 | 5   | Divisão de Honra da AF Leiria | 3   | 56 pts | 30 | 16 | 8  | 6  | 49   | 22   | +27   |
| 2001-2002 | 5   | Divisão de Honra da AF Leiria | 1   | 70 pts | 30 | 22 | 4  | 4  | 62   | 24   | +38   |
| 2000-2001 | 5   | Divisão de Honra da AF Leiria | 5   | 53 pts | 30 | 15 | 8  | 7  | 56   | 27   | +29   |
| 1998-1999 | 4   | III Divisão - Série D         | 17  | 26 pts | 33 | 8  | 2  | 23 | 41   | 76   | -35   |

- O campeonato 2008/09 foi constituído por uma fase regular e uma fase final, com divisão dos pontos em metade entre as duas fases.

## Estádio
A equipa disputa os seus jogos em casa no Estádio da Portela, em Santa Catarina da Serra.
No seu Complexo Desportivo treinam cerca de 150 atletas desde as Escolinhas até à equipa de Juniores. Sendo que em 2011 foi fechada a equipa de Seniores.